# Думници
Думници (болг. Думници) — село в Болгарии. Находится в Габровской области, входит в общину Габрово. Население составляет 55 человек.

## Политическая ситуация
Думници подчиняется непосредственно общине и не имеет своего кмета, кметский наместник в селе — Милка Петкова Коларова.
Кмет (мэр) общины Габрово — Томислав Пейков Дончев (Граждане за европейское развитие Болгарии (ГЕРБ)) по результатам выборов.